# ハンズ・オブ・ラヴ 手のひらの勇気
『ハンズ・オブ・ラヴ 手のひらの勇気』（ハンズ・オブ・ラヴ てのひらのゆうき、原題: Freeheld）は、2015年のアメリカ合衆国のドラマ映画である。監督はピーター・ソレット、主演はジュリアン・ムーアとエリオット・ペイジが務めている。2007年の短編ドキュメンタリー映画『フリーヘルド』に基づいている。

## あらすじ
これは実話である。ニュージャージー州中央部東、大西洋岸ジャージー海岸に位置するオーシャン郡の刑事ローレル・へスター49歳は、車で1時間も走ったところにあるバレーボールのチームでその町のチームと対戦した。
そのチームに若いステイシー・アンドレがいた。ステイシーはローレルに向かってサービスを打った。レズビアン同士意思は明確に伝わる。試合が終わって外に出たときステイシーがローレルに声をかけた。急速に二人の仲が進みお互い愛し合うようになった。
ローレルは海を見るのが好きでステイシーとよくジャージー海岸の渚で戯れた。そして二人で住む家を買った。ステイシーは男勝りで車のタイヤ4本の交換を店の最短時間ホルダーの男を破ってみせる。勿論、車の整備もお手のもので、そんな器用なステイシーは内装のリフォームを引き受ける。
ローンの返済はローレルでステイシーが少し負担すると言っても「気にしないで」の一点張り。愛しい二人の時間は、ローレルのMRI検査で暗転する。末期の肺がんだった。
ローレルはステイシーの行く末を心配し、自分の23年間に及ぶ遺族年金の受け取り人にしたいと思った。
オーシャン郡には管理機能と政策立案機能を持っている郡政委員会がある。選挙で選ばれる5人の委員で構成される。ローレルの案件は、結婚したパートナーでないという理由で却下される。
ニュージャージー州には、結婚していないが共に家庭生活を送る二人をパートナーと認定するパートナー法がある。委員の一人が「パートナー法では同性のパートナーに年金を残すことを認めている」の発言も別の委員が「警察組合との契約では同居人を受取人にすることができない」また「パートナー法は結婚の神聖を冒す」や「これを認めれば保守的なわが郡では政治的に自殺行為だ」同性愛者に対する理解が未熟な時代ならではの結論に至る。
警察活動のパートナー、デーン刑事に同性愛者支援団体のスティーヴン・ゴールドスタインから電話が入る。ローレルたちの家でゴールドスタインは明確に言う「支援したい。勿論、政治的目的の同性婚の合憲をめざす」
政治的利用を嫌うステイシー。ステイシーに年金を残したい一心のローレルには政治的利用でも構わない。しかし、何度かの公開郡政委員会でもローレルたちは情緒的な弁論しかできない。
「23年の警察活動で正義を全うし犯罪を防ぎ犯人を逮捕した」「地域への貢献は絶大だ。今こそ彼女に報いるときだ」
しかし、郡政委員はかたくなだった。法は法だ。一旦決定したことは取り消さない。
それも風向きが変わり始める。デーンは委員の一人に電話で「年金がないものも、複数からもらうものもいる。郡政委員の中にもいる」その委員は「年金記録をあたれ。ただし私から聞かなかったことに」複数からもらっているという委員が判明する。デーンがゴールドスタインに話すと「知事に電話するよ」
公開郡政委員会は、一人の欠席委員で開かれ採決の結果、ローレルの案件は承認された。そしてローレルには警部補昇格の吉報を持って署長とデーンが訪れた。その夜、ローレルはステイシーに見守られながら安らかな永久の眠りについた。
ニュージャージ州議会はパートナー法を改正し全公務員の同性パートナーに年金支給を認めた。ローレルの死から7年後の2013年、ニュージャージー州では同性婚が合法化された。2015年6月26日米連邦最高裁は全米で同性婚を合憲とした。ステイシーは今もあの家に暮らしている。

## キャスト
- ジュリアン・ムーア - ローレル・へスター（英語版）
- エリオット・ペイジ[注 1] - ステイシー・アンドレ
- マイケル・シャノン - デイン・ウェルズ
- スティーヴ・カレル - スティーヴン・ゴールドスタイン（英語版）
- ルーク・グライムス - トッド・ベルキン
- ジョシュ・チャールズ - ブライアン・ケルダー

## 製作
2010年、短編ドキュメンタリー映画『フリーヘルド』（2007年）に基づく長編ドラマ映画の製作が発表された。ロン・ナイスワーナーが脚本を執筆し、エリオット・ペイジがステイシー・アンドレ役を演じると発表された。2014年、ジュリアン・ムーアがローレル・ヘスター役を演じ、ザック・ガリフィアナキスがスティーヴン・ゴールドスタイン役を演じると報じられた。しかし、スケジュールの都合がつかなくなったガリフィアナキスは企画から降りて、スティーヴ・カレルがゴールドスタイン役を演じることになった。デイン・ウェルズ役にはマイケル・シャノンが起用された。
本作への参加をきっかけに、2014年、エリオット・ペイジは性的魅力を感じる相手が女性であることをであることを公表した。なお、ペイジは2020年にトランスジェンダーであることを公表している。
当初、本作の監督にはキャサリン・ハードウィックが予定されていた。しかし、企画から降りたハードウィックに代わり、ピーター・ソレットが監督を務めた。マリス・アルベルチが撮影を担当した。スコアはハンス・ジマーとジョニー・マーが手がけた。
本作はニュージャージー州を舞台としているが、映画製作者のための税制優遇措置が大きいことから、ニューヨーク州にて撮影が行われた。27日間で撮影を終えた。
主題歌の作曲はリンダ・ペリーに依頼された。本作の試写を見て感動したペリーは、すぐさま、自身の携帯電話に歌を吹き込み始めた。約1時間後には、プロデューサーたちのもとへ着いたペリーはピアノの前に座り、その曲を披露していた。エリオット・ペイジの意向を受けて、この曲のヴォーカリストには、LGBTQのための活動にも関わっているマイリー・サイラスが起用された。サイラスは数テイクで録音を終えた。この主題歌は「ハンズ・オブ・ラヴ」と題されて、2015年10月2日にリリースされた。

## 上映
2015年9月13日、第40回トロント国際映画祭にて上映された。アメリカ合衆国では2015年10月2日に公開された。公開第1週の週末は5館で40,000ドル、1館あたり8,000ドルの興行収入を記録した。

## 評価
Rotten Tomatoesには122件の批評家レヴューがあり、平均値は5.6点、支持率は48%だった。Metacriticには30件の批評家レヴューがあり、平均値は50点だった。
本作に「B-」評価を与えた『Entertainment Weekly』のリア・グリーンブラットは、「ジュリアン・ムーアとエレン・ペイジの演技は心がこもっている」と称賛した一方で、「脚本は単調であり、画面は平板である」と批判した。『The Hollywood Reporter』のデヴィッド・ルーニーは、「本作で最も説得力のある演技を見せている役者はマイケル・シャノンである」と述べた。本作に5点満点の1点を与えた『The Guardian』のナイジェル・M・スミスは、「驚くほどに陳腐である」と本作を評している。
第63回サン・セバスティアン国際映画祭にて、セバスティアヌ賞を受賞した。